# Richard Burdon Haldane, 1:e viscount Haldane
Richard Burdon Haldane, 1:e viscount Haldane, född 30 juli 1856 i Edinburgh, död 19 augusti 1928, var en brittisk politiker som representerade Liberal Party. Han var bror till John Scott Haldane.
Efter att ha bedrivit filosofiska studier, bland annat för Hermann Lotze i Göttingen, övergick Haldane till juridiken och blev advokat, som sådan en av Storbritanniens främsta. År 1885 blev han medlem av underhuset och slöt sig där till H.H. Asquith och Grey och blev 1905 krigsminister under Henry Campbell-Bannerman, och innehade från 1908 även samma post i Asquiths regering. På denna post uträttade Haldane ett utomordentligt arbete och uppgjorde bland annat efter grundliga förstudier särskilt av tysk arméorganisation det förslag till reorganisation av den brittiska armén, som 1907 av parlamentet antogs. Den nya territorialarméns organisation bestod sitt test i samband med krigsutbrottet 1914. 
År 1911 blev Haldane pär, 1912 sändes han till Berlin för att diskutera de storpolitiska frågorna om Marocko och Bagdadbanan och framför allt för att undersöka möjligheterna för en överenskommelse angående inställandet av kapprustningarna till sjöss. Beskickningen, som i sistnämnda fråga på grund av storamiral Alfred von Tirpitz bestämda motstånd inte ledde till något resultat, skildrades av Haldane i Before the war (1920). I juni 1912 lämnade Haldane krigsministerposten och blev i stället lordkansler. Efter första världskrigets utbrott blev under den allmänna hetsjakten efter tyskvänner Haldane, som sedan ungdomen hade intima tyska förbindelser och var en varm vän av tysk kultur, utsatt för häftiga angrepp, och när Asquith 1915 rekonstruerade regeringen till en samlingsministär 1915, uteslöts Haldane.
Han återupptog nu sina filosofiska studier, han aldrig helt övergivit, och utgav bland annat The reign of relativity (1921) och The philosophy of humanism (1922). Därutöver ägnade han sig med stor iver åt folkundervisningsfrågor, särskilt i det av honom grundade British institutet of adult education. För sina idéer inom detta område fann han föga förståelse bland liberalerna, men så mycket mer inom det nu framväxande Labour party, vilket han nu alltmer närmade sig. År 1924 ingick han också som lordkansler i Ramsay MacDonalds regering, och efter dennas fall i november samma år, var han överhusets ledare för arbetarpartiets lilla tiomannagrupp.